# مسجد الحاج علي كوتشك
مسجد الحاج علي كوتشك هو مسجد تاريخي يعود إلى عصر القاجاريون، ويقع في أمل.